# SS-Oberstgruppenführer
SS-Oberstgruppenführer – najwyższy stopień paramilitarny w Schutzstaffel z korpusu generałów, wprowadzony 4 kwietnia 1942 roku. Odpowiednik generała pułkownika.

## Posiadacze
| Nazwisko            | Zdjęcie | Stopień dodatkowy           | Rola |
| ------------------- | ------- | --------------------------- | --- |
| Kurt Daluege        |         | generał pułkownik policji   | faktyczny dowódca Ordnungspolizei oraz pełniący obowiązki Protektora Czech i Moraw                                                                      |
| Sepp Dietrich       |         | generał pułkownik Waffen-SS | najważniejszy obok Haussera oficer Waffen-SS, dowódca elitarnej jednostki Leibstandarte SS Adolf Hitler, I Korpusu Pancernego SS i 6 Armii Pancernej SS |
| Paul Hausser        |         | generał pułkownik Waffen-SS | najważniejszy obok Dietricha oficer Waffen-SS, dowódca 2 Dywizji Pancernej SS, II Korpusu Pancernego SS, 7 Armii oraz Grup Armii „Górny Ren” i „G”      |
| Franz Xaver Schwarz |         | Reichsleiter NSDAP          | stopień honorowy czołowy działacz partii, główny skarbnik NSDAP                                                                                         |